# 'с-Гер-Абтскерке
'с-Гер-Абтскерке (нід. s-Heer Abtskerke) — село в нідерландській провінції Зеландія. Входить до муніципалітету Борселе.
Його площа становить 10,88 км², а населення станом на 2021 рік складало 510 осіб.
До 1970 року мало статус окремого муніципалітету.

## Галерея

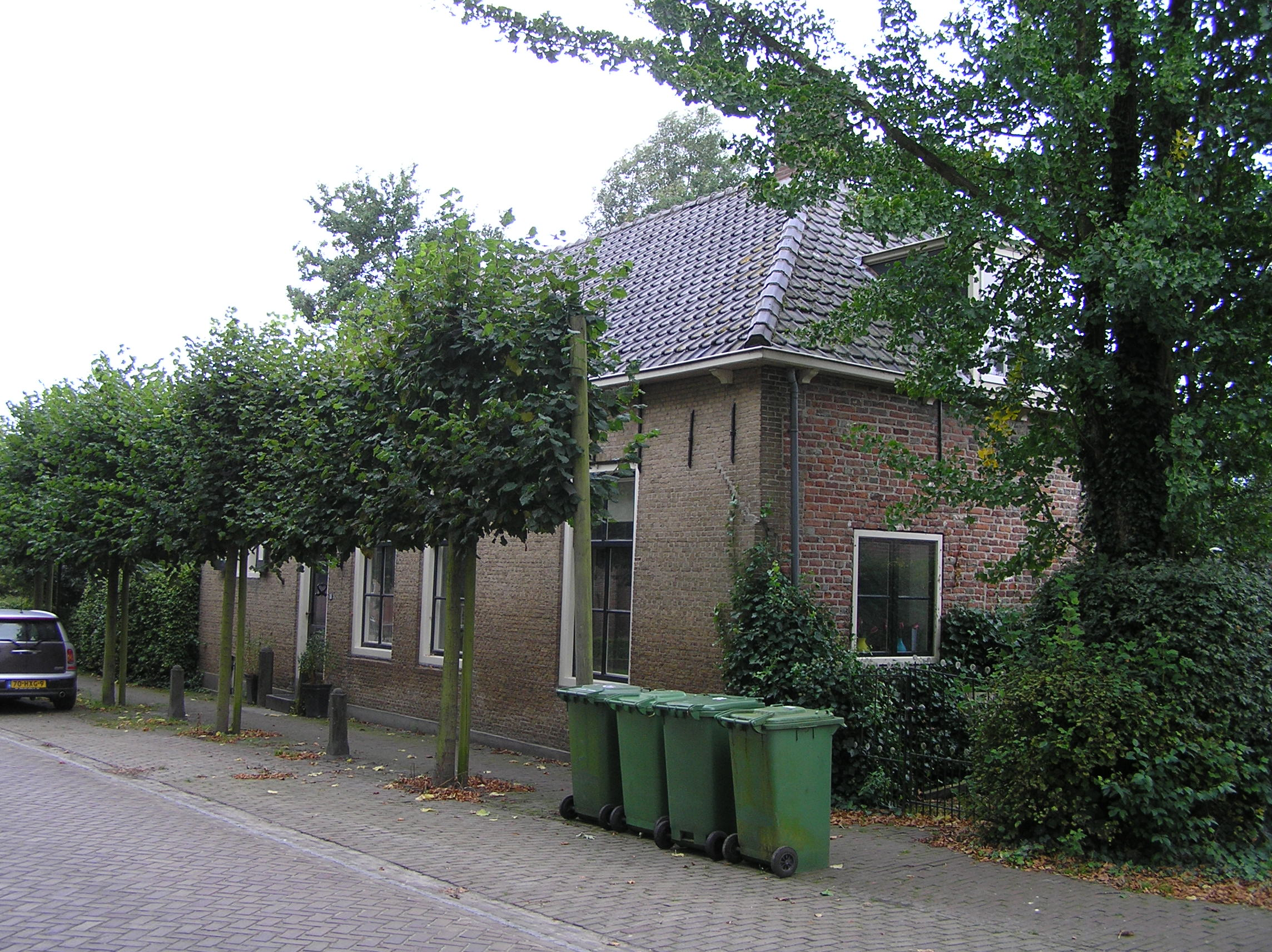
Сільський будинок
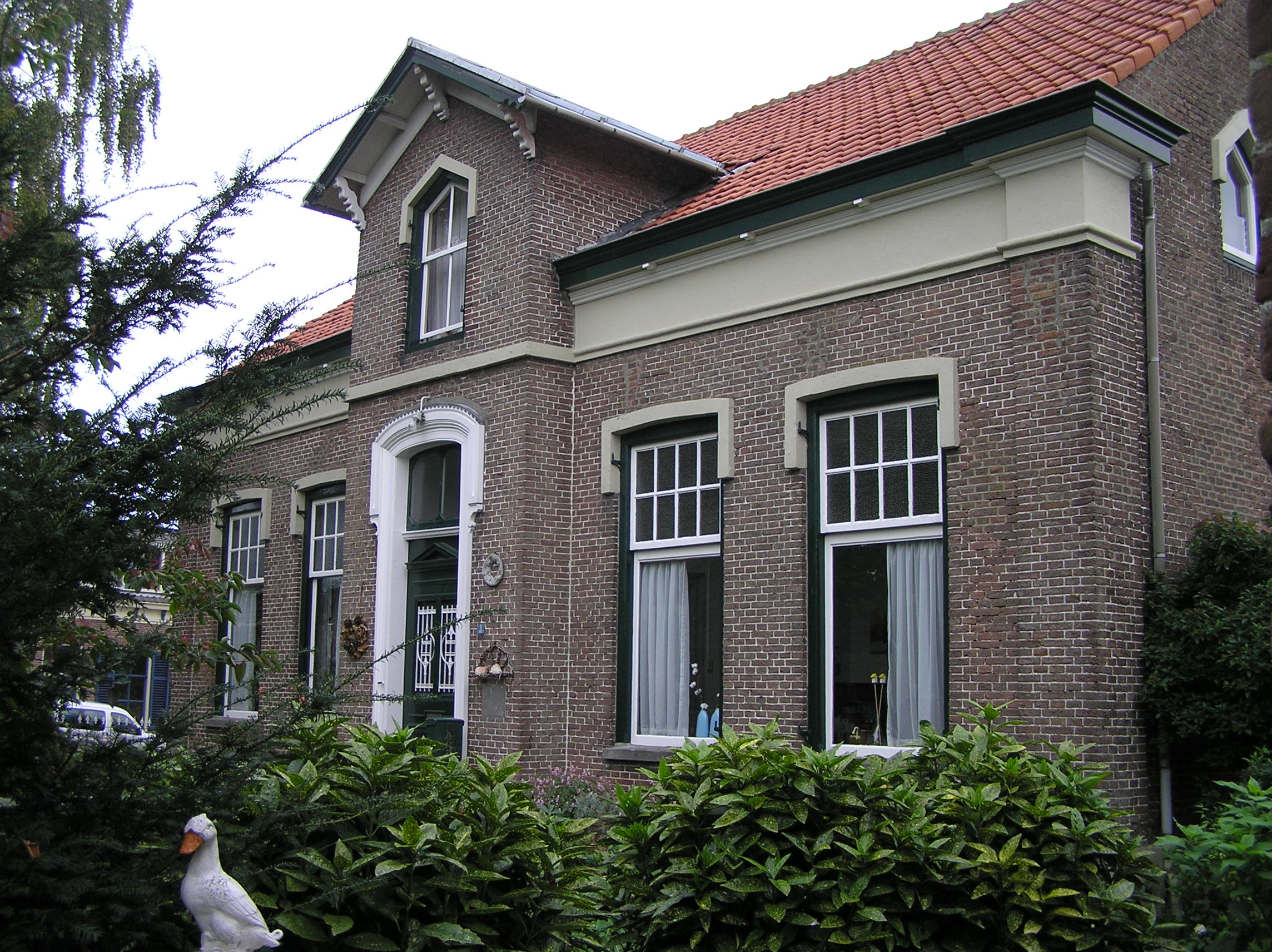
Будинок почту
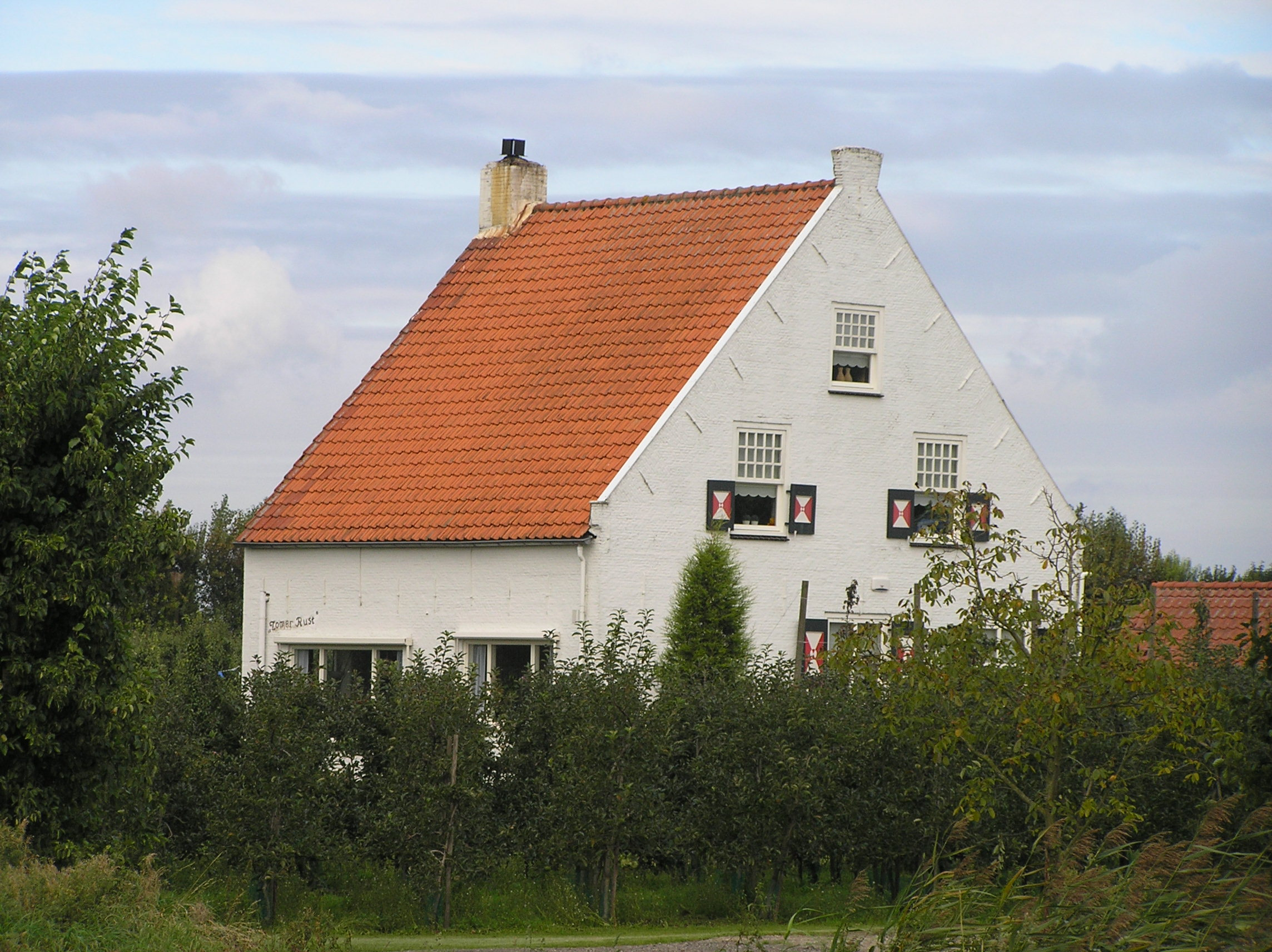
Сільський будинок
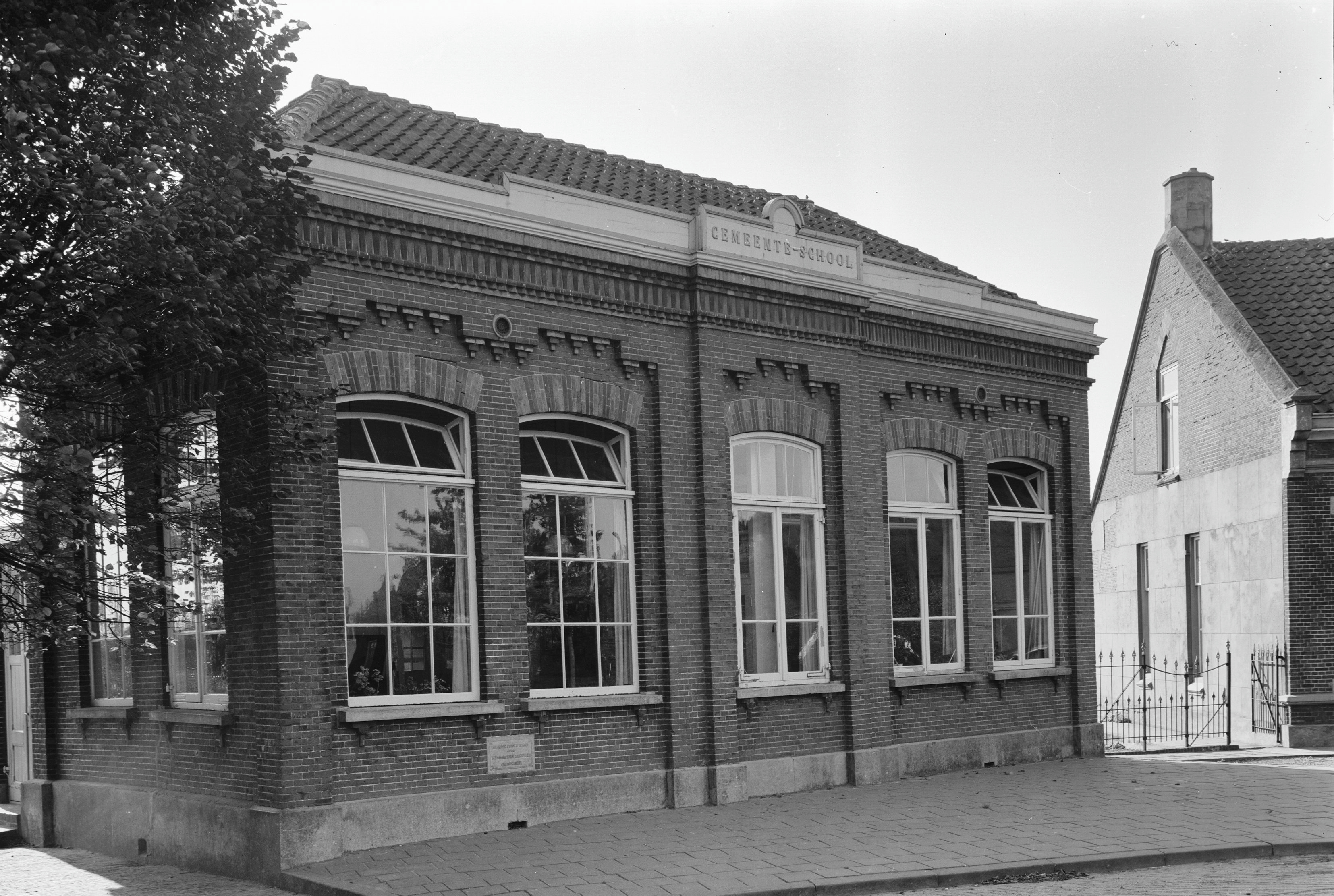
Колишня будівля школи (1964)